# مارتس
مارتُس (به اسپانیایی: Martos) یکی از دهستان‌های استان خائن در کشور اسپانیا است. این شهر با مساحت ۲۵۹٫۱۰ کیلومتر مربع، ۲۴۵۴۷ تن جمعیت دارد.